# Staškovce
Staškovce, russinisch Сташкiвцi/Staschkiwzi (ungarisch Sztaskóc) ist eine Gemeinde im Nordosten der Slowakei mit 236 Einwohnern (Stand 31. Dezember 2024), die zum Okres Stropkov, einem Kreis des Prešovský kraj gehört.

## Geographie

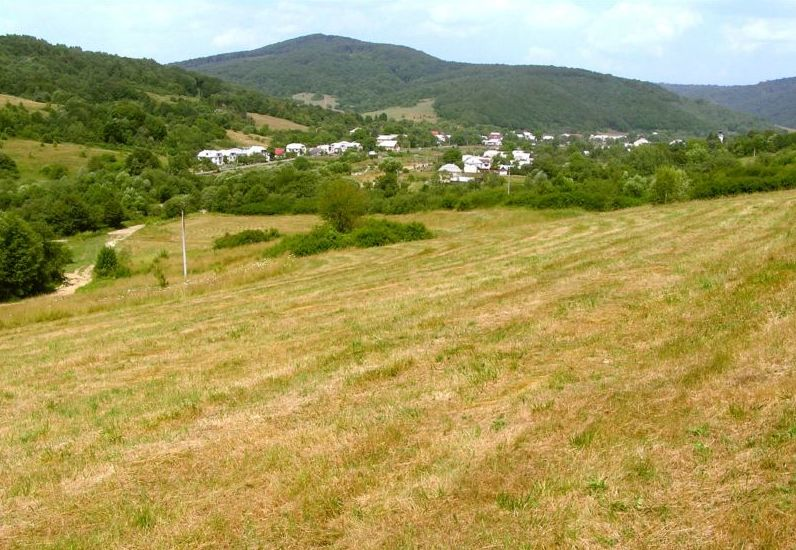
Staškovce

Die Gemeinde befindet sich in den Niederen Beskiden, am Übergang vom Bergland Ondavská vrchovina in das östlich gelegene Bergland Laborecká vrchovina, im Tal und an beiden Ufern des Baches Chotčianka im Einzugsgebiet der Ondava. Das Ortszentrum liegt auf einer Höhe von 280 m n.m. und ist 14 Kilometer von Stropkov entfernt.
Nachbargemeinden sind Pstriná im Norden, Vladiča im Nordosten, Havaj im Osten und Südosten, Makovce im Süden, Bukovce im Westen und Gribov im Nordwesten.

## Geschichte
Die heutige Gemeinde entstand 1960 durch Zusammenschluss der Orte Malé Staškovce (bis 1927 „Malé Stažkovce“ oder „Zemplínske Stažkovce“; ungarisch Kistavas – 1888–1907 Zemplénsztaskóc, älter nur Sztaskóc) am linken Ufer und Veľké Staškovce (bis 1927 „Veľké Stažkovce“ oder „Šarišské Stažkovce“; ungarisch Nagytavas – bis 1907 Sárossztaskóc) am rechten Ufer.
Staškovce wurde zum ersten Mal 1408 als Staskenhaw schriftlich erwähnt. Der Ort lag direkt an der Grenze der Gespanschaften (Komitaten) Sáros und Semplin, daher gehörte im Mittelalter der rechtsufrige Teil zur Herrschaft von Makovica, der linksufrige hingegen zur Herrschaft von Stropkov. In der Neuzeit kamen beide Teile zur letztgenannten Herrschaft. Die Einwohner waren als Landwirte und Waldarbeiter tätig.
Bis 1918 gehörte der im Komitat Semplin liegende Ort zum Königreich Ungarn und kam danach zur Tschechoslowakei beziehungsweise heute Slowakei. Nach dem Zweiten Weltkrieg wurde die örtliche Einheitliche landwirtschaftliche Genossenschaft (Abk. JRD) im Jahr 1952 gegründet, ein Jahr später aber wieder aufgelöst. Einige Bewohner pendelten zur Arbeit in Industriegebiete in der Gegend.

## Bevölkerung
| Jahr                | 1994 | 2004    | 2014    | 2024   |
| ------------------- | ---- | ------- | ------- | ------ |
| Anzahl der Personen | 275  | 277     | 250     | 236    |
| Unterschied         |      | +0,72 % | −9,74 % | −5,6 % |

| Jahr                | 2023 | 2024    |
| ------------------- | ---- | ------- |
| Anzahl der Personen | 242  | 236     |
| Unterschied         |      | −2,47 % |

Nach der Volkszählung 2011 wohnten in Staškovce 255 Einwohner, davon 173 Slowaken, 62 Russinen, acht Roma, zwei Ukrainer und ein Tscheche. Neun Einwohner machten keine Angabe zur Ethnie.
212 Einwohner bekannten sich zur griechisch-katholischen Kirche, 18 Einwohner zur römisch-katholischen Kirche, 10 Einwohner zur orthodoxen Kirche, vier Einwohner zur Evangelischen Kirche A. B. und ein Einwohner zur evangelisch-methodistischen Kirche. Acht Einwohner waren konfessionslos und bei zwei Einwohnern wurde die Konfession nicht ermittelt.

## Bauwerke und Denkmäler
- griechisch-katholische Demetrioskirche im neobarocken Stil aus dem Jahr 1903[6]

## Verkehr
Durch Staškovce führt die Cesta III. triedy 3587 („Straße 3. Ordnung“) zwischen Makovce und Malá Poľana via Vladiča und Miková, mit Anschluss an die Cesta II. triedy 575 („Straße 2. Ordnung“) an beiden Enden. Zudem beginnt im Ort die Cesta III. triedy 3548 nach Pstriná und Miroľa.